# واکه‌گشت
واکه‌گشت (به انگلیسی: apophony) در زبان‌شناسی، هر تغییری در واژه است که نشان‌دهنده اطلاعات دستوری باشد (معمولا تصریف).

## توصیف
به عنوان مثال، واکه‌گشت با تغییرات صدای درونی در زبان انگلیسی، این واژه‌های مرتبط را می‌سازد:
- sing, sang, sung, song
- bind, bound
- blood, bleed
- brood, breed
- doom, deem
- food, feed
- lie, lay
- rise, rose, risen
- weave, wove
- foot, feet
- goose, geese
- tooth, teeth

تغییرات در این صداها، تغییرات متفاوت را در این موارد نشان‌گذاری می‌کند: زمان یا نمود (مثل sing/sang/sung)، گذرایی (مثل rise/raise)، جزء کلام (sing/song)، یا شمار دستوری (goose/geese).
این عملکرد تغییرات صدایی به صورت دستوری می‌تواند به صورت معادل با پس‌وندهای دستوری دیده شوند (یک اصلاح بیرونی). این‌ها را مقایسه کنید:
| Present tense | Past tense |
| ------------- | ---------- |
| jump          | jumped     |
| sing          | sang       |
| Singular      | Plural     |
| book          | books      |
| goose         | geese      |